# Paul S. Newman
Pour les articles homonymes, voir Newman.
Paul S. Newman, né le 29 avril 1924 et mort le 30 mai 1999 à Columbia dans le Maryland, était un scénariste américain de comics.

## Biographie
Paul S. Newman naît en 1924 à Manhattan. Il participe aux combats durant la Seconde Guerre mondiale. De retour aux États-Unis, il écrit des pièces de théâtre mais se lance dès 1947 dans l'écriture de comics que ce soit sous la forme de comic books ou de comic strips comme  The Lone Ranger. Il écrit énormément de scénarios pour cette industrie et en 1993, l'historien des comics, Robin Snyder, estime qu'il est l'auteur le plus prolifique avec 4 100 histoires totalisant 36 000 pages dans 350 séries différentes. Il n'a pas de genres particuliers et sa signature se retrouve sur Superman, Super-Souris, Star Trek et bien d'autres comics dont Yellow Submarine basé sur le film des Beatles. Par la suite, il écrit aussi des scénarios pour des séries télévisées. Il meurt le 30 mai 1999 d'une crise cardiaque.
En 2021, il reçoit à titre posthume l'un des six prix Bill-Finger remis cette année-là, en hommage à l'ensemble de son œuvre scénaristique.